# 匙苞翠雀花
匙苞翠雀花（学名：Delphinium subspathulatum）为毛茛科翠雀属的植物，是中国的特有植物。分布于中国大陆的西藏等地，生长于海拔3,800米的地区，多生在山地林缘，目前尚未由人工引种栽培。